# 憂鬱病
，一種情緒與心理狀態，指一個人呈現哀傷、心情低落的狀況，絕望與沮喪為其特色。這是人類正常的情緒之一，但是強烈而長久持續的憂鬱情緒，可能是精神疾病造成。
憂鬱是中樞（腦）神經面對內外在環境狀態所產生的情緒反應。短期憂鬱的心理會增加額外的生理負擔。心跳及血壓需稍稍上升，以支撐此負擔。長期的心理緊繃使得身心無法休息恢復，連睡眠及體重（增胖） 都受到影響，各個器官的效率大大降低，心跳及血壓更需上升，以勉強維持人體的恆定狀態。
當憂鬱剛發生時，我們檢視心跳、血壓及心率變異 HRV 數據發現：
1. 心跳及血壓稍稍上升
2. 交感LF微幅上升
3. 副交感HF顯著撤退
4. 自律神經總活性心率變異HRV顯著下降
5. 交感副交感平衡指標LF／HF顯著上升（交感相對過盛）

若心理的因素没有排除，長期的生理效應變成：
1. 心跳及血壓顯著上升
2. 交感LF微幅下降
3. 副交感HF顯著撤退
4. 自律神經總活性心率變異 HRV 顯著下降
5. 交感副交感平衡指標LF／HF顯著上升（副交感撤退所造成）

憂鬱初期，大腦的海馬體、杏仁核，以及前額葉皮質等負責情緒的區域，下達指令給自律神經，心血管、免疫及內分泌系統等，適時地回應內外在壓力（心跳及血壓稍稍上升，HF下降等）。但長期的憂鬱會導致身心俱疲，自律神經的交感支容易出現交感疲乏（Sympathetic Fatigue），LF絕對值甚至低於正常值，再加上副交感HF已顯著撤退。

## 字根
在英語中，的字根來自希臘語，代表哀傷或是黑膽汁的意思。古代希臘人認為，憂鬱是因為黑膽汁失衡造成的疾病。英語則是來自拉丁文lugere，意思是哀悼。
中醫將它列為七情之一，可能是由於心、肝、脾功能失調而產生。